# Ilybius lagabrunensis
Ilybius lagabrunensis är en skalbaggsart som först beskrevs av Schizzerotto och Hans Fery 1990.  Ilybius lagabrunensis ingår i släktet Ilybius och familjen dykare. Inga underarter finns listade i Catalogue of Life.